# Решетілов Георгій Олександрович
Георгій Олександрович Решетілов (нар. 30 червня 1982) — український діяч, 1-й заступник голови Миколаївської обласної державної адміністрації. Т.в.о. голови Миколаївської обласної державної адміністрації з 17 по 25 листопада 2020 року.

## Життєпис
Освіта вища.
З 2015 по 2019 рік — заступник начальника головного територіального управління юстиції з питань державної реєстрації — начальник Управління державної реєстрації Головного територіального управління юстиції у Миколаївської області.
З листопада 2019 по вересень 2020 року — керівник апарату Миколаївської обласної державної адміністрації.
З вересня 2020 року — 1-й заступник голови Миколаївської обласної державної адміністрації.
З 17 по 25 листопада 2020 року — тимчасовий виконувач обов'язків голови Миколаївської обласної державної адміністрації.